# Клаудија Павловић
Клаудија Артемиса Павловић Арељано (шп. Claudia Artemiza Pavlovich Arellano; Магдалена де Кино, 17. јун 1969) је мексички политичар, адвокат и тренутно гувернер савезне државе Сонора.

## Биографија
Клаудија Павловић је рођена 17.јуна 1969. године у масту Магдалена де Кино у савезној држави Сонора, од оца Мигела Павловића Шугића и мајке Алисије Арељано Тапија, бивше градоначелнице Магдалене де Кино и Ермосиља. Њен прадеда Лукас (Лука) Павловић се са својом тројицом браће (Фелипе, Естебан (Стијепо) и Шпиро) 1894. године доселио у Сонору из Паштровића, тачније Ријеке Режевића. У почетку је био запослен као обичан радник у једној компанији из Калифорније која се бавила увозом наранџи. Касније је са својим братом Фелипеом основао фирму „L. J. Pavlovich y Hermano” за производњу и продају наранџи, која је пословала у Сонори, Америци и Канади. Приликом посета Краљевини Југославији, упознао се са краљем Александром Карађорђевићем који га је именовао за почасног конзула Краљевине Југославије у Мексику. Женио се два пута, из првог брака са Игнасијом је имао четворо деце, међу којима је Клаудијин деда Хуан, а из другог са Еленом двоје деце.
Клаудија је основно образовање стекла у у школи „Juan Fenocchio” у Магдалени де Кино 1980. године. Преселила се Ермосиљо где је уписала „Colegio Larrea”, да би касније матурирала на „Colegio Regis”. Пре почетка студирања, учила је енглески језик на Универзитету у Аризони и француски језик у Монтреу, Швајцарска. Дипломирала је право на Универзитету у Сонори. Удата је за Серхиа Тореса Ибару са којим има три ћерке, Клаудију, Ану и Габријелу.

## Политичка каријера
Од 2000. до 2003. године је била саветник у градској скупштини Ермосиља, следеће године постаје прдседник ИРП у Ермосиљу, и на тој функцији остаје до 2006. године. Исте године постаје представник дистрикта Североисточни Ермосиљо у Конгресу Соноре. Од 2010. до 2012. је председник ИРП Сонора, а затим је била сенатор у Конгресу Мексика као представник Соноре од 2012. до 2015. године. На државним изборима у Сонори одржаним 7. јуна 2015. године, као кандидат ИРП Клаудија Павловић је изабрана за новог гувернера државе. Тиме је постала прва жена гувернер у историји Соноре.